# 金城夏子
金城 夏子（きんじょう なつこ、1916年（戸籍上は1915年6月20日） - 1954年8月8日）は沖縄県出身の日本の企業家。
終戦時は台湾に住み、その後は沖縄県に戻った。戦後沖縄の混乱期、米軍軍政下における密貿易業を営み、沖縄密貿易の女王と称された。

## 結婚まで
沖縄戦により多くの戸籍が消失したため戸籍は正確ではないが、現存する戸籍では、1915年6月20日沖縄県島尻郡糸満町に出生とある。同年輩で従姉にあたる新城秋子は、夏子は1916年鹿児島県徳之島生まれとし、夏子自身も1916年と言っていた。父は宮城亀。母は宮城ジルであるが、母は夏子出産後亡くなる。家族の職業は漁業。1931年、小学校卒業後一家は糸満に移ったが夏子は徳之島に残った。18歳の時、兄や姉を頼ってフィリピンのマニラに渡った。1938年海関係の仕事をしている石垣島の金城常次郎と石垣島で写真見合いで当日結婚。直ちにマニラに帰る。

## マニラから沖縄、台湾にて
1940年当時、フィリピンには19,288人の日本人がいた。フィリピンでは、マニラの市場で魚を売っていた。1939年、長女を出生。糸満出身の女性たちを組織して、ボスに収まっていた。1940年二女を出生。株を売買してお金をためた。糸満の実家に身をよせた時は、昼は魚の行商、夜はミシン掛けと多忙であったが、片言の英語をしゃべるのをきいて実家はビックリしたという。また夏子は日本がアメリカと戦争すると負けると言っていた。そのせいか、夏子に尾行がついた。その後石垣島に移住し、1944年10月台湾に移動した。八重山からは鰹節を大量に持っていった。台湾の嘉義市に移動した。1945年12月、石垣島へ移動。

## 戦後の密貿易
1946年の末、石垣島に係留されていた18トンの船を買い開幸丸1号とした。最初は海人草を素潜りで採っていた。香港から南東300キロの東沙諸島・プラタス島産のものが最良であり、同島にいた台湾の海軍の許可をもらい収穫を折半、本土においてそれを売り、莫大な利益を得た。だが違法操業であったため、1947年国府軍から銃撃を受ける。その後開幸丸2号として新造船の100馬力の高速船を購入。9月、糸満で逮捕される。
1948年春、石垣島登野城に家を新築。同所に精米所も作る。秋、糸満に家を新築。1949年10月頃、本部（もとぶ）の谷茶に現る。1950年、開幸丸と幸進精米所の広告が出る。1951年4月に夏子は逮捕される。理由ははっきりしないが、作家奥野修司は軍需物資の輸送か、政治犯の輸送ではないかと推定している。しかし、裁判では無罪であった。夏子は留置場を出てすぐ、幸陽商事を立ちあげる。この会社は沖縄での小麦の扱い高が最高であった。社長には浦原一郎を据えた。夏子の没後、幸陽商事は異母兄弟亀次郎が経営権を引き継いだが、立て直せなかった。
密貿船の記事によると、1950年から1952年には沖縄から薬きょう、銅線などを運び、これを香港で食料品（白砂糖、コメ、メリケン粉、飴玉、菓子、ミルク）、日用雑貨（石鹸、電球、洋服生地、ジャンパー、子供シャツ、ローソク）、医薬品（ストレプトマイシンやペニシリンなどの抗生物質）と交換していたという。1950年11月、政府管理貿易に変わって民間貿易が再開され、密貿易はなくなっていった。
1953年9月、夏子は東京大学医学部附属病院に入院。頭部に癌ができていた。チャーター機で沖縄へ帰った直後の1954年8月8日に死去。

## 沖縄の密貿易
米軍軍政下の沖縄では1946年4月の通貨経済再開から、本土との民間貿易が自由に行われるようになった1950年ごろまで密貿易が行なわれていた。初期の密貿易は小規模のものであったが、与那国島などを中継点とする台湾ルート、香港ルート、奄美・鹿児島・宮崎・本土を結ぶ本土ルートがあった。一般的には密貿易というが、米軍にとっては、衣食住が決定的に欠乏している沖縄の現状下において生活必需品の流入は好都合であり、取り締まりを強めることもなかった。密貿易が盛んだった時代は与那国島は人口2万人を超えていたが、現在はその十分の一以下である。

## 夏子の性格
1951年ごろ沖縄の本部（もとぶ）で、夏子がある組織の中にいるのを見た人が、次の様に語ったという。「威厳というか、近づきがたい存在感があった。惚れ惚れとするほど堂々としているのです。この人がボスかと思いました。相撲取りをしていた位の大きな体の人を、子供のような小さいからだの夏子さんがあれこれ指図しているのです。夏子というのはたいへんな子だなあ。あの子が命令すれば誰も逆らわない。いるだけで十人がまとまる。すごい子だよ。」

## 家族・関係者
- 夫：金城常次郎 - 石垣島出身のウミンチュウ（海関係の仕事をする人）。1945年8月、軍属でフィリピンで戦死。
- 長女：幸子 - 母親が密貿易で多忙で、住み込みの女性が教育した。夏子がピアノを買ってやるといったが、それはグランドピアノであった。夏子がなくなってから東京の大学に進み、そのまま、本土で過ごした。
- 二女：愛子
- 瀬長亀次郎 - 沖縄人民党党首。1952年立法議員に当選。夏子は日の丸をたて、また、かなりの金銭を寄付している。